# Український центр оцінювання якості освіти
Украї́нський це́нтр оці́нювання я́кості осві́ти — підрозділ Міністерства освіти і науки України, діяльність якого спрямована на розробку та апробацію моделей зовнішнього незалежного оцінювання навчальних досягнень учнів загальноосвітніх навчальних закладів з метою створення умов рівного доступу до вищої освіти.
Центр створено у 2006 на виконання:
- Указу Президента України «Про невідкладні заходи щодо забезпечення функціонування та розвитку освіти в Україні»,
- постанови Кабінету Міністрів України «Деякі питання запровадження зовнішнього незалежного оцінювання та моніторингу якості освіти»,
- постанови Кабінету Міністрів України «Про невідкладні заходи щодо запровадження зовнішнього незалежного оцінювання та моніторингу якості освіти».

## Регіональні центри
Свою діяльність (організацію і проведення пробного і реального зовнішнього незалежного оцінювання) Український центр оцінювання якості освіти організовує по регіонах через 9 регіональних центрів оцінювання якості освіти (назва регіонального центру відповідає місцю розташування):
- Харківський регіональний центр оцінювання якості освіти: Харківська, Сумська та Полтавська області. Директором є Сидоренко Олександр Леонідович. Офіційний сайт [Архівовано 20 січня 2012 у Wayback Machine.].
- Вінницький регіональний центр оцінювання якості освіти: Вінницька, Житомирська, Хмельницька області. Директор — Кузьменко Геннадій Іванович. Офіційний сайт [Архівовано 13 лютого 2012 у Wayback Machine.].
- Дніпропетровський регіональний центр оцінювання якості освіти: Дніпропетровська та Запорізька області. Директором є Горбенко-Хвастунова Марина Михайлівна. Офіційний сайт [Архівовано 9 лютого 2012 у Wayback Machine.].
- Донецький регіональний центр оцінювання якості освіти: Донецька та Луганська області. Очолює цей регіональний центр Власов Володимир Володимирович. Офіційний сайт [Архівовано 27 січня 2012 у Wayback Machine.].
- Одеський регіональний центр оцінювання якості освіти: Одеська, Кіровоградська. Директором є Анісімов Анатолій Юрійович. Офіційний сайт [Архівовано 12 лютого 2012 у Wayback Machine.].
- Херсонський регіональний центр оцінювання якості освіти: Херсонська, Миколаївська області та АР Крим (а також Севастополь), . Очолює центр Ільїн Юрій Михайлович. Офіційний сайт [Архівовано 29 січня 2012 у Wayback Machine.].
- Київський регіональний центр оцінювання якості освіти: Київ, Київська, Черкаська та Чернігівська області. Директором є Сакаєва Світлана Вікторівна. Офіційний сайт [Архівовано 6 лютого 2012 у Wayback Machine.].
- Івано-Франківський регіональний центр оцінювання якості освіти: Івано-Франківська, Тернопільська, Закарпатська та Чернівецька області. Очолює центр Томенчук Богдан Михайлович. Офіційний сайт [Архівовано 12 січня 2012 у Wayback Machine.].
- Львівський регіональний центр оцінювання якості освіти: Львівська, Рівненська, Волинська області. Директором є Середяк Лариса Володимирівна. Офіційний сайт [Архівовано 20 лютого 2012 у Wayback Machine.].

## Директор УЦОЯО
17 вересня 2015 року відсторонений директор Українського центру оцінювання якості освіти Ігор Лікарчук подав у відставку. Про це він повідомив на своїй сторінці в соціальній мережі Facebook. «Я обіцяв, що друзі по ФБ першими довідаються про моє рішення. Правда, про нього я вже повідомив міністру… Сьогодні повторно подаю заяву про звільнення з посади директора УЦОЯО (Українського центру оцінювання якості освіти). Прошу мене зрозуміти правильно. І щоб не було спекуляцій навколо цієї проблеми, повідомлю, що перша заява мною була написана 21 липня. Але МОН (Міністерство освіти і науки України) не дало їй руху», — написав він. Лікарчук зазначив, що однією із причин його відставки є звільнення його сина Костянтина з посади заступника голови Державної фіскальної служби України.
23 вересня 2015 року Кабінет Міністрів України призначив тимчасово виконуючим обов'язки директора Українського центру оцінювання якості освіти Карандія Вадима Анатолійовича.
21 жовтня 2015 року Кабінет Міністрів України призначив директором Українського центру оцінювання якості освіти Вадима Карандія.
23 березня 2023 року Кабінет Міністрів України призначив директоркою Українського центру оцінювання якості освіти Тетяну Вакуленко.